# Михайленко Валерій Васильович
Валерій Васильович Михайленко (3 вересня 1944 , Ровеньки  — 19 квітня 2021 , Чернівці ) — український вчений-мовознавець, публічний дипломат, доктор філологічних наук, професор. Почесний громадянин Лок-Гейвена, штат Пенсільванія, США.

## Біографія
Закінчив П'ятигорський держпедінститут іноземних мов (1968 р.) за фахом «Англійська мова».
У 1973 році захистив дисертацію на здобуття наукового ступеня кандидата філологічних наук Московському державному педагогічному університеті.
У 2002 році захистив дисертацію на здобуття наукового ступеня доктора філологічних наук у Пятигорському державному університеті, у 2012 році в Київський національний університет імені Тараса Шевченка
Викладач англійської мови, граматики та історії англійської мови  у П'ятигорському держпедінституті іноземних мов (РФ).
Доцент Івано-Франківського педінституту ім. Василя Стефаника(1976–1980). 
Завідувач кафедри англійської мови Чернівецького національного університету ім. Юрія Федьковича (1980–2008); 
Завідувач кафедри сучасних європейських мов Буковинського державного фінансово-економічного університету (Чернівці, 2008–2013).
Професор кафедри перекладу та філології Івано-Франківського університету права імені Данила Галицького з 2015 р.
Керівник  наукової  роботи докторантів (1 захищена докторська дисертація), аспірантів (16 захищених кандидатських дисертацій), магістрантів,  студентів
Консультант докторантів; рецензент, наукових і  прикладних робіт; опонент; 
Член Вченої ради по захисту дисертацій Київського міського педагогічного університету з 2015 р.; 
до 2008 р. — Чернівецького національного університету імені Юрія Федьковича.
Учасник численних конференцій — вітчизняних та зарубіжних; автор більше 500 публікацій з германістики, типології, семантики, граматики, перекладу та методики викладання, укладач словників і посібників.
Член редколегії наукових вісників ЧНУ, БДФЕУ, Прикарпатського НУ, Международного збірника наукових записок із культурології (Самара,РФ).
Читав лекції, перекладав; виступав з доповідями, проходив стажування в університетах Канади та США.
У 1980–90-х роках зробив значний внесок у розвиток стосунків між Україною та Канадою, а також між Україною та Сполученими Штатами Америки; у започаткування зв'язків між українськими Чернівцями та містами Саскатун (Канада), Солт-Лейк-Сіті та Лок-Гейвен (США). Почесний громадянин міста Лок-Гейвен, штат Пенсильванія, США.
У 2015 та 2016 роках видав перші в Україні англо-українські глосарії:
- M99 A Glossary of Linguistics and Translation Studies.-Ivano-Frankivsk: King Danylo Galytskiy University of Law, 2015. – 528 p.
- M63 A Glossary of Poltical Terms on Cross-Cultural Principles: English-Ukrainian. - Chernivtsi, Druk Art, 2016 – 348 p.

## Наукові інтереси
- фахові мови, термінознавство, германістика, концептологія, перекладознавство
- Автор більш як 500 наукових публікацій.

## Нагороди та відзнаки
- Знак «Відмінник освіти України», Почесна грамота Міністерства освіти України, Подяка Міністерства фінансів України
- Нагороджений Міжнародною медаллю пошани Американського бібліографічного інституту, 2003р.(World Medal Of Honor, American Bibliograpical Institute, USA, 2003);
- звання «Людина року – 2009» (Man Of The Year 2009 representing Ukraine). Outstanding Contributions to Country as recognized by the American Bibliograpical Institute, USA, July 17, 2009).[3]